# Artabano II
Artabano II fue un rey que gobernó el Imperio parto desde el año 12 hasta el 38. Era hijo de una princesa de la dinastía arsácida que vivía en oriente, entre los pueblos nómadas dahes. Ascendió al trono apoyado por aquellos nobles partos que no reconocían la soberanía de Vonones I, hijo y sucesor de Fraates IV. Este había llegado de Roma, donde vivía como rehén de Augusto.
La guerra entre los dos pretendientes al trono fue larga y dudosa. En una moneda Vonones menciona una victoria sobre Artabano, aunque finamente este derrotó por completo a su rival y ocupó la capital, Ctesifonte. Vonones huyó a Armenia, donde fue reconocido como rey bajo la protección del Imperio romano. Artabano invadió entonces Armenia, y obligó al primero a huir a Siria, momento en que el emperador Tiberio consideró prudente dejar de apoyar sus pretensiones. El sobrino y heredero de Tiberio, Germánico, fue enviado al este para concluir un trato con Artabanes. Por el mismo, el parto fue reconocido como rey y amigo de los romanos. Armenia fue concedida en 18 a Zenón, hijo del rey del Ponto.
Artabano, como todos los príncipes partos, se vio perturbado por las interferencias de los nobles. Fue conocido por su gran crueldad, fruto según dicen de su educación entre los bárbaros dahe. Para fortalecer su poder asesinó a todos los príncipes arsácidas que pudo encontrar. Es posible también que surgieran rebeliones entre las naciones tributarias. Sabemos que intervino en la ciudad griega de Seleucia a favor de los oligarcas, y que dos saqueadores judíos: Anilai y Asinai se ocultaron durante años en Neerda, en los pantanos de Babilonia, y fueron reconocidos como dinastas por Artabano.
En 35 intentó conquistar Armenia de nuevo, para establecer allí a su hijo Arsaces como rey. Parecía inevitable una confrontación con Roma. Pero el grupo de nobles partos más hostil al reinado de Artabano envió mensajeros a Tiberio, pidiendo un rey de la raza de Fraates. Tiberio envió al nieto de este, Tirídates III, y ordenó a Lucio Vitelio (padre del emperador Vitelio) restaurar la autoridad romana en oriente. Este tuvo éxito gracias a su audacia en el campo militar y las operaciones diplomáticas, Artabano vio como sus amigos y aliados desertaban, y huyó a levante. Tirídates, que se había proclamado rey, no pudo mantenerse en el trono durante mucho tiempo, pues era acusado de vasallaje a Roma. Artabano regresó de Hircania con un poderoso ejército de auxiliares escitas (dahe), y fue aclamado como rey de nuevo por los partos. Tirídates abandonó Seleucia y huyó a Siria. Pero Artabano no era lo suficientemente poderoso para librar una guerra con Roma, así pues firmó un tratado con Lucio Vitelio en 37, por el que renunciaba a cualquier tipo de pretensiones futuras. Poco tiempo más tarde, Artabano fue de nuevo depuesto, y un tal Cinmamos fue proclamado rey. Artabanus buscó refugio en su vasallo, el rey Izates I de Adiabena, quien mediante negociaciones y promesas de paz indujo a los partos a restaurar a Artabano en el trono. Poco después, este murió, y fue sucedido por su hijo Vardanes, cuyo reinado fue incluso más turbulento que el de su padre.